# Nationale Vereinigung für den Wandel

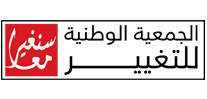
Logo der Organisation

Die Nationale Vereinigung für den Wandel oder Nationale Vereinigung für Veränderung (arabisch الجمعية الوطنية للتغيير Al-Jamaʿiyya al-Waṭaniyya lit-Taghyīr, englisch National Association for Change (NAC)) ist eine im Februar 2010 gegründete Gruppierung verschiedener, lose miteinander verbundener Ägypter aller politischer Affiliationen, Religionen und Geschlechter, einschließlich Vertreter der Zivilgesellschaft und Jugendorganisationen, um einen Wandel in Ägypten zu erreichen.
Der verbindende Grundsatz ist eine allgemeine Vereinbarung zur Notwendigkeit, alle Stimmen, die für Wandel innerhalb der Volksversammlung aufrufen, zu vereinigen. Mohamed ElBaradei ist der verantwortliche Präsident der Nationalen Vereinigung für den Wandel. Die Bewegung zielt darauf ab, allgemeine Reformen in der politischen Szene zu erreichen, und diese Prozedur durch die Änderung der Artikel 76, 77 und 88 der Verfassung zu garantieren.
Erwähnenswert ist, dass die bis dahin verbotene politische Gruppe der Muslimbruderschaft durch eine ihrer Schlüsselfiguren repräsentiert ist, die somit bei einem Treffen anwesend waren. Es ist allerdings unklar, ob Amr Mussa, der Vorsitzende der Arabischen Liga, welcher ElBaradei ein Jahr vorher traf, Teil der neuen Bewegung sein wird. Das Ziel der Gruppe ist es, politische Reformen zu erbringen, welche auf Demokratie und sozialer Gerechtigkeit basieren.